# Pérignac (Charente)
Pérignac is een gemeente in het Franse departement Charente (regio Nouvelle-Aquitaine) en telt 508 inwoners (2005). De plaats maakt deel uit van het arrondissement Angoulême.

## Geografie
De oppervlakte van Pérignac bedraagt 25,0 km², de bevolkingsdichtheid is 20,3 inwoners per km².
De onderstaande kaart toont de ligging van Pérignac (Charente) met de belangrijkste infrastructuur en aangrenzende gemeenten.

## Demografie
Onderstaande figuur toont het verloop van het inwonertal (bron: INSEE-tellingen).